# Carolyn Becker
Carolyn Becker   (Lynwood, 8 de novembre de 1958) va ser una jugadora de voleibol estatunidenca que va competir durant les dècades de 1970 i 1980. Era germana del també jugador de voleibol Nick Becker.
El 1984 va prendre part en els Jocs Olímpics de Los Angeles, on guanyà la medalla de plata en la competició de voleibol. En el seu palmarès també destaca una medalla de bronze al Campionat del Món de voleibol de 1982 i una de plata als Jocs Panamericans de 1983.